# 간월도항
간월도항(看月島港)은 충청남도 서산시 부석면 간월도리에 위치한 어항이다. 1995년 10월 30일 지방어항으로 지정되었다. 시설관리자는 서산시장이다.

## 어항구역
간월도항의 어항구역은 다음과 같다.
- 수역[1]
  - 간월도 절산뿌리 기점(X=344,900 Y=147,221)으로부터 정서방향으로 366m 이 점에서 정북방향으로 440m 이 점에서 정동방향으로 육지와 연결한 선내의 공유수면
- 육역[2]
  - 충청남도 서산시 부석면 간월도리 26-13 (잡종지, 1158m2)
  - 충청남도 서산시 부석면 간월도리 26-14 (제방, 611m2)
  - 충청남도 서산시 부석면 간월도리 26-25 (제방, 741m2)
  - 충청남도 서산시 부석면 간월도리 26-26 (잡종지, 2131m2)
  - 충청남도 서산시 부석면 간월도리 26-27 (잡종지, 7101m2)
  - 충청남도 서산시 부석면 간월도리 26-28 (제방, 397m2)
  - 충청남도 서산시 부석면 간월도리 26-29 (제방, 382m2)